# Nikolaj Morozov (calciatore)
Nikolaj Petrovič Morozov (in russo Николай Петрович Морозов?; Ljubercy, 25 agosto 1916 – Mosca, 15 ottobre 1981) è stato un allenatore di calcio e calciatore sovietico, di ruolo centrocampista.

## Biografia
Dopo la carriera di manager, gli sono affidati incarichi di direzione sportiva della Lokomotiv (1973-1975) e di responsabile delle strutture ferroviarie moscovite (1976-1981).

## Palmarès

### Giocatore

#### Competizioni nazionali
- Coppa dell'Unione Sovietica: 1

Torpedo Mosca: 1949